# Campeonato Uruguaio de Futebol de 1955
O Campeonato Uruguaio de Futebol de 1955 foi a 24ª edição da era profissional do Campeonato Uruguaio. O torneio consistiu em uma competição com dois turnos, no sistema de todos contra todos. O campeão foi o Nacional.

## Classificação
| Pos | Equipe               | Pts | J  | V  | E | D  | GP | GC | SG  |
| --- | -------------------- | --- | -- | -- | - | -- | -- | -- | --- |
| 1°  | Nacional             | 31  | 18 | 14 | 3 | 1  | 53 | 21 | 32  |
| 2°  | Peñarol              | 27  | 18 | 10 | 7 | 1  | 36 | 17 | 19  |
| 3°  | Cerro                | 18  | 18 | 6  | 6 | 6  | 30 | 19 | 11  |
| 4°  | Danubio              | 18  | 18 | 6  | 6 | 6  | 37 | 32 | 5   |
| 5°  | Defensor             | 17  | 18 | 6  | 5 | 7  | 29 | 38 | -9  |
| 6°  | Rampla Juniors       | 16  | 18 | 5  | 6 | 7  | 28 | 31 | -3  |
| 7°  | Montevideo Wanderers | 16  | 18 | 5  | 6 | 7  | 21 | 24 | -3  |
| 8°  | Sud América          | 16  | 18 | 6  | 3 | 9  | 23 | 41 | -18 |
| 9°  | Liverpool            | 12  | 18 | 6  | 1 | 11 | 22 | 31 | -9  |
| 10° | River Plate          | 9   | 18 | 2  | 5 | 11 | 15 | 40 | -25 |

|  | Campeão.                     |
|  | Rebaixado à Segunda Divisão. |

Promovido para a próxima temporada: Racing.
| Campeonato Uruguaio de 1955   |
| ----------------------------- |
| Nacional Campeão (23º título) |